# Aechmea fuerstenbergii
Espèce
Classification phylogénétique
Synonymes
- Streptocalyx fuerstenbergii (E.Morren & Wittm.) E.Morren

Aechmea fuerstenbergii est une espèce de plantes à fleurs de la famille des Bromeliaceae qui se rencontre en Bolivie et au Pérou.

## Synonymes
- Streptocalyx fuerstenbergii (E.Morren & Wittm.) E.Morren[2].